# 丁型肝炎
，是一种病毒性肝炎，必須藉助B肝病毒才能轉變為可感染人類或動物的病毒。

## 病原体
丁型肝炎的病原体是一种拟病毒HDV，它只有一个拧结的核糖核酸环，实际上是一个缺陷的RNA病毒。它没有自己的外壳，而是借用乙型肝炎病毒的外壳，它可以与乙型肝炎病毒的外壳蛋白质结合，因此它的传播途径与乙型肝炎病毒相同。丁型肝炎病毒无法独立存在，它只能与乙型肝炎病毒同时传染，或者只能感染已经患乙型肝炎病毒的病人。丁型肝炎也能转为慢性。

## 分布
丁型肝炎只出现在地中海地区、罗马尼亚、阿拉伯半岛以及非洲、中美洲和南美洲的部分地区。
2020年，发表在《国际肝病杂志》上的一项与世界卫生组织合作研究论文提到，全球近5%的慢性乙型肝炎病毒感染者存在丁型肝炎病毒感染。并且高发于蒙古、摩尔多瓦共和国以及西非和中非国家。

## 传播
多和B肝傳染途徑相似，包含性交、血液和靜脈注射感染，最主要的传播途径是与受感染的人同用毒品注射器，在滥用毒品的人中患丁型肝炎的人非常多。

## 經過
肝炎首次传染的严重度一般不及第二次感染的严重度，对于丁型肝炎来说也是这样。因此对于预测丁型肝炎的发展来说非常重要的是查明丁型肝炎是与乙型肝炎同时被感染的还是后来感染的。

## 診斷
急性D肝的血清診斷不同於B肝單純，需視是否為與B肝共同感染、急性D肝重複感染或以轉變成慢性D肝與否，而出現不同血清標記。

## 预防
通过对乙型肝炎进行免疫也可以预防丁型肝炎。